# Skreen
Skreen (Iers:An Scrín), is een plaats in het Ierse graafschap County Sligo.